# Slittino ai IX Giochi olimpici invernali
Alle olimpiadi invernali del 1964 di Innsbruck (Austria), vennero assegnati tre titoli olimpici nello slittino.

## Podi

### Singolo
| Evento               | Oro              | Perform. | Argento               | Perform. | Bronzo         | Perform. |
| maschile (dettagli)  | Thomas Köhler    | 3:26.77  | Klaus-Michael Bonsack | 3:27.04  | Hans Plenk     | 3:30.15  |
| femminile (dettagli) | Ortrun Enderlein | 3:24.67  | Ilse Geisler          | 3:27.42  | Helene Thurner | 3:29.06  |

### Doppio
| Evento            | Oro                                       | Perform. | Argento                                | Perform. | Bronzo                                      | Perform. |
| doppio (dettagli) | Austria I Josef Feistmantl Manfred Stengl | 1:41.62  | Austria II Reinhold Senn Helmut Thaler | 1:41.91  | Italia I Walter Außendorfer Sigisfredo Mair | 1:42.87  |

## Medagliere
| Posizione | Paese                     |   |   |   | Totale |
| --------- | ------------------------- | - | - | - | ------ |
| 1         | Squadra Unificata Tedesca | 2 | 2 | 1 | 5      |
| 2         | Austria                   | 1 | 1 | 1 | 3      |
| 3         | Italia                    | 0 | 0 | 1 | 1      |
| Totale    | Totale                    | 3 | 3 | 3 | 9      |